# Off Beat
Off Beat (br: Policial por Acaso) é um filme estadunidense de 1986, do gênero comédia romântica, dirigido por Michael Dinner.

## Sinopse
Joe é um bibliotecário que nunca havia feito nada de interessante em sua vida. Seu amigo Abby é policial e foi convocado para dançar em um evento da prefeitura juntamente com outros colegas. Abby pede a John que o substitua, ele aceita e começa a ensaiar. O sujeito, então, se envolve com uma policial do grupo e tenta contar a verdade a ela, mas só consegue se livrar do disfarce quando evita um assalto e torna-se um herói.

## Reação crítica
Em sua revisão de 11 de abril de 1986, Roger Ebert do Chicago Sun-Times deu a Off Beat três estrelas e meia de um possível quatro, descrevendo-a como uma das melhores comédias do ano.